# Municipio de Sauce
El Municipio de Sauce es uno de los municipios del departamento de Canelones, Uruguay. Tiene como sede la ciudad homónima.

## Ubicación
El municipio se encuentra localizado en la zona centro-sur del departamento de Canelones. Limita al norte con el municipio de Santa Rosa; al noreste con el de San Jacinto; al este con los municipios de Empalme Olmos y Pando; al sur con los municipios de Toledo y Suárez; y al oeste con los municipios de Canelones, Progreso, y Las Piedras.

## Características
El municipio fue creado por ley N° 18.653 del 15 de marzo de 2010, y forma parte del Departamento de Canelones. Su territorio comprende al distrito electoral CFA de ese departamento.
Según la intendencia de Canelones, el Municipio cuenta con una población de 14.815 habitantes, lo que representa el 3.1% de la población departamental. El 59%% de su población reside en el medio rural
En cuanto a su economía, ésta se basa en el comercio, la industria, la producción vitivinícola y a la actividad agrícola.
Su superficie es de 285 km².
El territorio Municipal cuenta con dos centros destacados de densidad poblacional; la Ciudad de Sauce y el Barrio Los Solares de la Localidad próxima de Carrasco del Sauce. 
Barrio Los Solares cuenta con una población estimada de mil personas, en los últimos años se han generado procesos de fomento de la localidad que han hecho de la zona un centro poblado de dimensión. 
En su totalidad, el Municipio de Sauce dispone de múltiples espacios educativos públicos y privados tales como: Escuela Urbana N°109, Escuelas Rurales, Centros de Asistencia a la Infancia y a la Familia, Universidad Técnica del Uruguay, Educación Secundaria; Liceo de Sauce N° 1 (Educación Media Básica), Liceo de Sauce N°2 (Educación Media Superior), Colegio Nuestra Señora del Perpetuo Socorro bajo la Administración de Fundación Sofia, etc.
En cuanto a espacios públicos, el Gobierno Local de Sauce ha avanzado en la generación de espacios recreativos-infantiles de calidad, distribuidos en toda el territorio. El espacio público que se destaca es el Parque Municipal General Artigas, Espacio La Colmena de Barrio Los Solares (Localidad de Carrasco del Suace), Espacio Verde de Barrio Blanco (Ciudad de Sauce), Plaza Barrio Jardines del Liceo (Ciudad de Sauce), entre otros.
En cuanto a Instituciones deportivas de calidad se encuentra el Club Sportivo Artigas, el Complejo Deportivo Cerrado BBC (Ciudad de Sauce) y Carrasco Fútbol Club (Localidad de Carrasco del Sauce).
Próximamente Sauce contará con una piscina pública que incrementara las actividades deportivas-recreativas de la zona.
La asistencia en Salud se concentra en instituciones privadas de gran desarrollo en el país, contando con cobertura pública que brinda la Administración de los Servicios de Salud del Estado (ASSE) a través de sus Policlínicas. 
En el año 2023 se encuentra ejecutándose las obras de construcción del Cuartel de Bomberos de Sauce que se suman a la presencia Policial que brinda la Seccional 6.ª de la Jefatura de Policía de Canelones.

## Autoridades
El Gobierno Municipal de Sauce se compone de cinco miembros electos; el Alcalde del Municipio de Sauce, y cuatro Concejales. 
La toma de decisiones es mediante resoluciones de Concejo Municipal, integrado por todos los miembros electos del Municipio.
Alcaldes según período:
| Nº | Alcalde              | Partido             | Inicio del mandato      | Fin del mandato         | Observaciones   | Concejales                                                                            |
| -- | -------------------- | ------------------- | ----------------------- | ----------------------- | --------------- | ------------------------------------------------------------------------------------- |
| 1  | Rubens Ottonello     | Partido Nacional PN | 2010                    | julio de 2015           | Alcalde elegido |                                                                                       |
| 2  | Alberto Giannastasio | Frente Amplio FA    | julio de 2015           | 26 de noviembre de 2020 | Alcalde elegido | César Nieves (FA) Mario Ancel (FA) Rubens Ottonello (PN) Gabriela Mindeguia (PN)      |
| 3  | Rubens Ottonello     | Partido Nacional PN | 27 de noviembre de 2020 | 2025                    | Alcalde elegido | Alberto Giannastasio (FA) Carlos Garolla (FA) Samira Balbiani (PN) Esteban Vieta (PN) |